# Ічалківський район
Іча́лківський район (рос. Ичалковский район, ерз. Ицял буе, мокш. Ичалконь аймак) — муніципальний район у складі Республіки Мордовія Російської Федерації.
Адміністративний центр — село Кемля.

## Населення
Населення району становить 17909 осіб (2019, 20582 у 2010, 22835 у 2002).

## Адміністративно-територіальний поділ
На території району 10 сільських поселень:
| Поселення                                | Площа, км² | Населення, осіб (2002) | Населення, осіб (2010) | Населення, осіб (2019) | Центр           | Населені пункти |
| ---------------------------------------- | ---------- | ---------------------- | ---------------------- | ---------------------- | --------------- | --------------- |
| Берегово-Сиресівське сільське поселення  | 201,04     | 2484                   | 2039                   | 1546                   | Берегові Сиресі | 11              |
| Гуляєвське сільське поселення            | 93,30      | 717                    | 605                    | 527                    | Гуляєво         | 5               |
| Ічалківське сільське поселення           | 30,53      | 2979                   | 2683                   | 2437                   | Ічалки          | 1               |
| Кемлянське сільське поселення            | 87,04      | 5253                   | 5232                   | 4803                   | Кемля           | 3               |
| Ладське сільське поселення               | 176,42     | 2003                   | 1654                   | 1254                   | Лада            | 11              |
| Лобаскинське сільське поселення          | 157,09     | 1377                   | 1002                   | 753                    | Лобаски         | 8               |
| Оброчинське сільське поселення           | 114,39     | 2140                   | 1832                   | 1684                   | Оброчне         | 10              |
| Парадеєвське сільське поселення          | 65,23      | 951                    | 753                    | 576                    | Парадеєво       | 4               |
| Рождественно-Баєвське сільське поселення | 35,49      | 3385                   | 3181                   | 2918                   | Рождествено     | 3               |
| Смольненське сільське поселення          | 305,26     | 1546                   | 1601                   | 1411                   | Смольний        | 3               |

- 27 листопада 2008 року було ліквідовано Болдасевське сільське поселення, його територія увійшла до складу Берегово-Сиресівського сільського поселення; було ліквідовано Кендянське сільське поселення, його територія увійшла до складу Гуляєвського сільського поселення; було ліквідовано Камаєвське сільське поселення, його територія увійшла до складу Резоватовського сільського поселення; було ліквідовано Протасовське сільське поселення, його територія увійшла до складу Лобаскинського сільського поселення[4].
- 13 липня 2009 року було ліквідовано Інсаровське сільське поселення, його територія увійшла до складу Ладського сільського поселення; було ліквідовано Новоічалківське сільське поселення, його територія увійшла до складу Оброчинського сільського поселення; було ліквідовано Вечкуське сільське поселення, його територія увійшла до складу Парадеєвського сільського поселення[5].
- 17 травня 2018 року було ліквідовано Тархановське сільське поселення, його територія увійшла до складу Берегово-Сиресівське сільського поселення; було ліквідовано Резоватовське сільське поселення, його територія увійшла до складу Ладського сільського поселення; було ліквідовано Пермеєвське сільське поселення, його територія увійшла до складу Лобаскинського сільського поселення[6].
- 24 квітня 2019 року було ліквідовано Кергудське сільське поселення, його територія увійшла до складу Кемлянського сільського поселення[7].

## Найбільші населені пункти
Найбільші населені пункти з чисельністю населення понад 1000 осіб:
| № | Населений пункт | Населення, осіб (2002) | Населення, осіб (2010) |
| - | --------------- | ---------------------- | ---------------------- |
| 1 | Кемля           | 4 872                  | 4 826                  |
| 2 | Ічалки          | 2979                   | 2683                   |
| 3 | Смольний        | 1397                   | 1492                   |
| 4 | Рождествено     | 1531                   | 1465                   |
| 5 | Оброчне         | 1286                   | 1183                   |